# Moritz Cantor
Benedikt Moritz Cantor (Mannheim, 23 agosto 1829 – Heidelberg, 10 aprile 1920) è stato un matematico tedesco, primo professore di storia della matematica della Germania.
Ha inoltre il merito di fondatore, nel XIX secolo, di molte riviste a carattere scientifico.

## Biografia
Nato in una famiglia di ebrei sefarditi originaria del Portogallo, che si era stabilita nei Paesi Bassi, Moritz Cantor era così fragile di salute che non era in grado di frequentare la scuola e i suoi genitori decisero di provvedere in casa alla sua formazione. 
In ogni caso riuscì a raggiungere un livello di istruzione tale da essere ammesso alla Scuola Superiore di Mannheim con un anno di anticipo. Nel 1848 iniziò a frequentare l'Università di Heidelberg per passare poi all'Università di Gottinga, dove seguì i corsi di Gauss e Wilhelm Eduard Weber. Nella stessa università, Moritz Abraham Stern risvegliò in lui un grande interesse per la ricerca storica.
Dopo la sua tesi di dottorato presso l'Università di Heidelberg (1851), per ascoltare le conferenze di Lejeune-Dirichlet, si trasferì a Berlino, dove seguì anche i corsi di Jakob Steiner. Nel 1853 tornò ad Heidelberg dove ottenne il titolo di privatdozent con una tesi di abilitazione dal titolo Principi di base di aritmetica (Grundzüge einer arithmetik-elementare). Nel 1860 iniziò a insegnare storia della matematica e nel 1863 divenne un professore associato.
Nel 1877 divenne professore ordinario sempre nella stessa università.

## Opere
Moritz Cantor è stato uno dei fondatori della rivista Kritische Zeitschrift für Chemie, Physik und Mathematik. Nel 1859 divenne, insieme a Oskar Schlömilch, editore di Zeitschrift für Mathematik und Physik. La sua passione per la storia della scienza fu tale che nel 1877, venne pubblicato un supplemento alla rivista con il titolo di  Abhandlungen zur Geschichte der Mathematik (Dissertazioni sulla Storia della Matematica).
La sua prima pubblicazione, Über ein Weniger Gebräuchliches Coordinaten-System, (1851), non aveva dato nessun segnale del fatto che la storia delle scienze esatte sarebbe stata così presto arricchita da un capolavoro di scrittura come quello che poi lui stesso fece.
Il suo primo lavoro di spicco fu Über die Einführung Unserer Gegenwärtigen Ziffern in Europa, scritto per la rivista Zeitschrift für Mathematik und Physik, vol. I, nel 1856.
Ma il suo più grande lavoro è stato Vorlesungen über Geschichte der Mathematik, composto da tre volumi (1880-1898) e poi da un quarto  pubblicato postumo.
Il primo volume ripercorre la storia generale della matematica fino al 1200. Il secondo volume ripercorre la storia fino al 1668. L'anno 1668 è stato scelto da Cantor, perché in questo anno Newton e Leibniz hanno intrapreso le loro ricerche matematiche. Il terzo volume continua la panoramica della storia fino al 1758, ancora una volta scelto perché il significato del lavoro di Joseph-Louis Lagrange ha avuto inizio poco dopo tale data.
Dopo il completamento del terzo volume, Cantor si rese conto che, all'età di 69 anni, egli non sarebbe stato all'altezza di completare da solo un altro volume, quindi al Congresso del 1904 ad Heidelberg selezionò un team di nove studiosi, tra i quali erano presenti Gino Loria, Florian Cajori, Eugen Netto e Giulio Vivanti, che lo aiutarono a concludere il suo ultimo libro.
Quest'ultimo volume ripercorre la storia della matematica fino all'anno 1799, anno della tesi di dottorato di Gauss. Come coordinatore del lavoro, Cantor insistette molto con i suoi discepoli sul fatto che lo stile e l'imparzialità dei primi tre volumi fosse conservata.
Tuttavia l'ultimo libro riporta una serie di errori che segnalano una certa leggerezza e un poco scrupoloso uso delle fonti che Cantor aveva a disposizione.
In ogni caso, nonostante alcuni errori di varia gravità, molti storici considerano Moritz Cantor come il vero fondatore della storia della matematica, disciplina che, prima di lui, mancava di metodo, di pensiero critico e di coerenza di approccio storico.